# Ervand Abrahamian
Ervand Abrahamian (né en 1940) est un historien irano-américain spécialisé dans le Moyen-Orient. Il est professeur d’histoire au Baruch College et au Graduate Center de l'université de la ville de New York et est largement considéré comme l’un des principaux historiens de l’Iran moderne,,.

## Publications
- Abrahamian, Ervand (1982). Iran Between Two Revolutions. Limited Paperback Editions, Princeton Studies on the Near East. Princeton University Press.  (ISBN 9780691101347).
- Abrahamian, Ervand (1989). Radical Islam: The Iranian Mojahedin. I.B. Tauris.  (ISBN 9781850430773).
- Abrahamian, Ervand (1989). The Iranian Revolution. Yale University Press.
- Abrahamian, Ervand (1993). Khomeinism: Essays on the Islamic Republic. University of California Press.  (ISBN 9780520085039).
- Abrahamian, Ervand (1999). Tortured Confessions: Prisons and Public Recantations in Modern Iran. University of California Press.  (ISBN 9780520922907).
- Cumings, Bruce; Abrahamian, Ervand; Ma'Oz, Moshe (2004). Inventing the Axis of Evil: The Truth about North Korea, Iran, and Syria. New York, NY: The New Press.  (ISBN 9781595580382).
- Barsamian, David; Chomsky, Noam; Abrahamian, Ervand; Mozaffari, Nahid (2007). Targeting Iran. Open Media Series, Politics, Culture and Society Series. San Francisco, CA: City Lights Books.  (ISBN 9780872864580).
- Abrahamian, Ervand (2008). A History of Modern Iran. Cambridge University Press.  (ISBN 978-0521821391).
- Abrahamian, Ervand (2013). The Coup: 1953, the CIA, and the Roots of Modern U.S.-Iranian Relations. New York, NY: The New Press.  (ISBN 9781595588265).